# Komuna e Tërpanit
Komuna e Tërpanit är en kommundel och tidigare kommun i Albanien.   Den ligger i prefekturen Qarku i Beratit, i den centrala delen av landet, 90 km söder om huvudstaden Tirana.
Trakten runt Komuna e Tërpanit består till största delen av jordbruksmark.  Runt Komuna e Tërpanit är det ganska tätbefolkat, med 160 invånare per kvadratkilometer.